# Campeonato Equatoriano de Futebol – Segunda Divisão
A Série B do Equador (denominada comercialmente LigaPro Ecuabet Serie B e oficialmente LigaPro Ecuabet conectada por Xtrim Serie B) é a segunda divisão do sistema de ligas de futebol do Equador, organizada desde 2019 pela Liga Profissional de Futebol do Equador (LigaPRO). Até 2018, a competição era organizada pela Federação Equatoriana de Futebol (FEF).
A primeira edição da Série B como campeonato profissional ocorreu em 1971 e o título inaugural ficou com o Macará. Tem sido disputada anualmente desde então, com exceção das temporadas de 1973 e do período entre 1983 e 1988, muitas vezes contando com dois torneios por ano. O número de equipes promovidas ou rebaixadas variou ao longo dos anos, uma vez que, assim como ocorre na Série A, o formato da competição frequentemente sofre alterações a cada temporada.
Já foram concedidos 62 títulos oficiais [com a edição finalizada de 2024]: os maiores campeões são o Técnico Universitario, com 6 conquistas, seguido por LDU de Portoviejo e Macará, com 5 títulos cada.
Atualmente [com a edição em disputa de 2025], a competição é composta por 12 clubes. O certame concede duas vagas de acesso direto à Série A, em contrapartida, os dois últimos colocados ao final da temporada são rebaixados para a Segunda Categoría.

## História
O Congresso Ordinário da Associação Equatoriana de Futebol (como era denominada à época a Federação Equatoriana de Futebol) determinou no início de 1971 que, ao término da primeira etapa do Primera Categoría (Série A), disputado em dois grupos de oito clubes cada, as equipes que ocupassem as posições do quinto ao oitavo lugar de ambos os octogonais formariam um novo campeonato. Desta forma, a partir da segunda etapa do Campeonato de 1971, passaram a existir, pela primeira vez, as Série A e Série B, enquanto, paralelamente, já era disputada a Segunda Categoría, criada em 1967.
A Série B passou por diversas alterações ao longo dos anos em relação aos critérios de acesso, ao formato da competição e ao sistema de rebaixamento, além de, inicialmente, não proclamar campeões, apenas "vencedores de etapas". Em 1973, a Série B foi suspensa, e de 1983 a 1988, existiu apenas a Série A. A Série B retornou em 1989, sendo disputada desde então de forma contínua.

## Regulamento
A Série B é disputada por 12 equipes, que lutam pelo acesso em duas fases: uma fase regular ou classificatória e uma fase final ou de acesso. No total, serão realizadas 32 rodadas, com início no mês de março.
A fase regular ou classificatória é disputada no sistema de todos contra todos, totalizando 22 rodadas. Ao término desta fase, os seis primeiros colocados avançarão para a fase final de acesso, enquanto os seis últimos disputarão a fase final contra o rebaixamento. Em ambas as fases, os clubes manterão os pontos e os gols obtidos durante a fase regular.
A fase final de acesso será disputada no sistema de pontos corridos, em 10 rodadas. Ao término do torneio, o primeiro colocado será proclamado campeão, enquanto o segundo colocado será declarado vice-campeão. Ambos garantirão o acesso à Série A de 2026.
A fase final do rebaixamento também será disputada no sistema de pontos corridos, em 10 rodadas. Conforme estabelecido inicialmente pela FEF, ao término da fase, os quatro últimos colocados serão rebaixados para a Segunda Categoria da próxima temporada.
As equipes "B" (clubes satélites) não poderão disputar o acesso. Caso terminem em qualquer posição que lhes daria direito ao acesso, a vaga será destinada ao próximo clube melhor posicionado na fase final de acesso.

### Critérios de desempate
A ordenação das equipes, tanto durante na fase regular quanto nas fases finais de acesso e de rebaixamento, será determinada de acordo com os seguintes critérios:
1. Maior número de pontos conquistados;
2. Maior saldo de gols;
3. Maior número de gols marcados;
4. Maior número de gols marcados como visitante;
5. Melhor desempenho no confrontos direto entre as equipes envolvidas;
6. Sorteio.

## Campeões

### Por edição
| Ed.     | Ano       | Campeão                    | Vice-campeão            | Notas e referências                    |   |      |        |             |       |
| ------- | --------- | -------------------------- | ----------------------- | -------------------------------------- | - | ---- | ------ | ----------- | ----- |
| Ed.     | Ano       | Campeão                    | Vice-campeão            | Notas e referências                    | I | 1971 | Macará | C.D. Olmedo | [ 1 ] |
| II      | 1972 — E1 | LDU Portoviejo             | Deportivo Quito         | [ 1 ]                                  |   |      |        |             |       |
| III     | 1972 — E2 | Deportivo Cuenca           | Universidad Católica    | [ 1 ]                                  |   |      |        |             |       |
| —       | 1973      | —                          | —                       | A Série B foi unificada com a Série A. |   |      |        |             |       |
| IV      | 1974 — E1 | LDU de Quito               | América de Quito        | [ 1 ]                                  |   |      |        |             |       |
| V       | 1974 — E2 | S.D. Aucas                 | Deportivo Quito         | [ 1 ]                                  |   |      |        |             |       |
| VI      | 1975 — E1 | Manta S.C.                 | Audaz Octubrino         | [ 1 ]                                  |   |      |        |             |       |
| VII     | 1975 — E2 | Audaz Octubrino            | 9 de Octubre            | [ 1 ]                                  |   |      |        |             |       |
| VIII    | 1976 — E1 | El Carmen Mora de Encalada | Deportivo Quito         | [ 1 ]                                  |   |      |        |             |       |
| IX      | 1976 — E2 | LDU Portoviejo             | América de Quito        | [ 1 ]                                  |   |      |        |             |       |
| X       | 1977 — E1 | LDU de Cuenca              | Manta S.C.              | [ 1 ]                                  |   |      |        |             |       |
| XI      | 1977 — E2 | Técnico Universitario      | Deportivo Quito         | [ 1 ]                                  |   |      |        |             |       |
| XII     | 1978 — E1 | Bonita Banana              | U. D. Valdez            | [ 1 ]                                  |   |      |        |             |       |
| XIII    | 1978 — E2 | América de Quito           | LDU de Quito            | [ 1 ]                                  |   |      |        |             |       |
| XIV     | 1979 — E1 | Manta S.C.                 | S.D. Aucas              | [ 1 ]                                  |   |      |        |             |       |
| XV      | 1979 — E2 | El Nacional                | Everest                 | [ 1 ]                                  |   |      |        |             |       |
| XVI     | 1980 — E1 | Deportivo Quito            | LDU de Cuenca           | [ 1 ]                                  |   |      |        |             |       |
| XVII    | 1980 — E2 | LDU Portoviejo             | Deportivo Cuenca        | [ 1 ]                                  |   |      |        |             |       |
| XVIII   | 1981 — E1 | Emelec                     | 9 de Octubre            | [ 1 ]                                  |   |      |        |             |       |
| XIX     | 1981 — E2 | Técnico Universitario      | LDU Portoviejo          | [ 1 ]                                  |   |      |        |             |       |
| XX      | 1982 — E1 | Deportivo Quevedo          | S.D. Aucas              | [ 1 ]                                  |   |      |        |             |       |
| XXI     | 1982 — E2 | Manta S.C                  | América de Quito        | [ 1 ]                                  |   |      |        |             |       |
| —       | 1983      | —                          | —                       | A Série B foi unificada com a Série A. |   |      |        |             |       |
| —       | 1984      | —                          | —                       | A Série B foi unificada com a Série A. |   |      |        |             |       |
| —       | 1985      | —                          | —                       | A Série B foi unificada com a Série A. |   |      |        |             |       |
| —       | 1986      | —                          | —                       | A Série B foi unificada com a Série A. |   |      |        |             |       |
| —       | 1987      | —                          | —                       | A Série B foi unificada com a Série A. |   |      |        |             |       |
| —       | 1988      | —                          | —                       | A Série B foi unificada com a Série A. |   |      |        |             |       |
| XXII    | 1989 — E1 | Delfín S.C.                | Universidad Católica    | [ 1 ]                                  |   |      |        |             |       |
| XXIII   | 1989 — E2 | Juventus de Esmeraldas     | River Plate de Riobamba | [ 1 ]                                  |   |      |        |             |       |
| XXIV    | 1990 — E1 | Universidad Católica       | LDU Portoviejo          | [ 1 ]                                  |   |      |        |             |       |
| XXV     | 1990 — E2 | Centro Juvenil Deportivo   | LDU Loja                | [ 1 ]                                  |   |      |        |             |       |
| XXVI    | 1991 — E1 | Green Cross                | LDU Portoviejo          | [ 1 ]                                  |   |      |        |             |       |
| XXVII   | 1991 — E2 | S.D. Aucas                 | Espoli                  | [ 1 ]                                  |   |      |        |             |       |
| XXVIII  | 1992 — E1 | LDU Portoviejo             | Espoli                  | [ 1 ]                                  |   |      |        |             |       |
| XXIX    | 1992 — E1 | Santos F.C.                | Calvi                   | [ 1 ]                                  |   |      |        |             |       |
| XXX     | 1993      | Espoli                     | LDU Portoviejo          | [ 1 ]                                  |   |      |        |             |       |
| XXXI    | 1994      | C.D. Olmedo                | 9 de Octubre            | [ 1 ]                                  |   |      |        |             |       |
| XXXII   | 1995      | Deportivo Cuenca           | Técnico Universitario   | [ 1 ]                                  |   |      |        |             |       |
| XXXIII  | 1996      | Deportivo Quevedo          | Calvi                   | [ 1 ]                                  |   |      |        |             |       |
| XXXIV   | 1997      | Panamá                     | Delfín S.C.             | [ 1 ]                                  |   |      |        |             |       |
| XXXV    | 1998      | Macará                     | Audaz Octubrino         | [ 1 ]                                  |   |      |        |             |       |
| XXXVI   | 1999      | Técnico Universitario      | LDU Portoviejo          | [ 1 ]                                  |   |      |        |             |       |
| XXXVII  | 2000      | Audaz Octubrino            | LDU Portoviejo          | [ 1 ]                                  |   |      |        |             |       |
| XXXVIII | 2001      | LDU de Quito               | Deportivo Cuenca        | [ 1 ]                                  |   |      |        |             |       |
| XXXIX   | 2002      | Técnico Universitario      | Manta F.C.              | [ 1 ]                                  |   |      |        |             |       |
| XL      | 2003      | C.D. Olmedo                | Macará                  | [ 1 ]                                  |   |      |        |             |       |
| XLI     | 2004      | Deportivo Quevedo          | LDU Loja                | [ 1 ]                                  |   |      |        |             |       |
| XLII    | 2005 — A  | Espoli                     | Manta F.C.              | [ 1 ]                                  |   |      |        |             |       |
| XLII    | 2005 — C  | Macará                     | Universidad Católica    | [ 1 ]                                  |   |      |        |             |       |
| XLIII   | 2006 — E1 | Deportivo Azogues          | Universidad Católica    | [ 1 ]                                  |   |      |        |             |       |
| XLIV    | 2006 — E2 | Imbabura S.C.              | Universidad Católica    | [ 1 ]                                  |   |      |        |             |       |
| XLV     | 2007      | Universidad Católica       | Espoli                  | [ 1 ]                                  |   |      |        |             |       |
| XLVI    | 2008      | Manta F.C.                 | LDU Portoviejo          | [ 1 ]                                  |   |      |        |             |       |
| XLVII   | 2009      | Independiente J.T.         | Universidad Católica    | [ 1 ]                                  |   |      |        |             |       |
| XLVIII  | 2010      | LDU Loja                   | Imbabura S.C.           | [ 1 ]                                  |   |      |        |             |       |
| XLIX    | 2011      | Técnico Universitario      | Macará                  | [ 1 ]                                  |   |      |        |             |       |
| L       | 2012      | Universidad Católica       | Deportivo Quevedo       | [ 1 ]                                  |   |      |        |             |       |
| II      | 2013      | C.D. Olmedo                | Mushuc Runa S.C.        | [ 1 ]                                  |   |      |        |             |       |
| LII     | 2014      | S.D. Aucas                 | River Ecuador           | [ 1 ]                                  |   |      |        |             |       |
| LIII    | 2015      | Delfín S.C.                | Fuerza Amarilla         | [ 1 ]                                  |   |      |        |             |       |
| LIV     | 2016      | Macará                     | Clan Juvenil            | [ 1 ]                                  |   |      |        |             |       |
| LV      | 2017      | Técnico Universitario      | S.D. Aucas              | [ 1 ]                                  |   |      |        |             |       |
| LVI     | 2018      | Mushuc Runa                | América de Quito        | [ 7 ]                                  |   |      |        |             |       |
| LVII    | 2019      | Orense                     | Liga de Portoviejo      | [ 8 ]                                  |   |      |        |             |       |
| LVIII   | 2020      | 9 de Octubre               | Manta                   | [ 9 ]                                  |   |      |        |             |       |
| LIX     | 2021      | Cumbayá                    | Gualaceo                | [ 10 ]                                 |   |      |        |             |       |
| LX      | 2022      | El Nacional                | Independiente Juniors   | [ 11 ]                                 |   |      |        |             |       |
| LXI     | 2023      | Macará                     | Imbabura                | [ 12 ]                                 |   |      |        |             |       |
| LXII    | 2024      | Cuniburo                   | Manta                   | [ 13 ]                                 |   |      |        |             |       |
| LXIII   | 2025      | Em disputa                 | Em disputa              | [ 1 ]                                  |   |      |        |             |       |